# Шпак, Сергей Фёдорович
Сергей Фёдорович Шпак (1 января 1984) — украинский футболист, нападающий.

## Игровая карьера
Воспитанник луцкого футбола. Играл за «Волынь», «Ковель-Волынь-2», «Икву» (Млынив), «Хелмянку» (Хелм, Польша), МФК «Николаев», «Десну» (Чернигов), «Энергетик» (Бурштын) и ЦСКА (Киев).
Будучи игроком «Волыни», 23 июля 2005 года сыграл единственный матч в высшей лиге. В этой игре против киевского «Арсенала» вышел на поле на 87 минуте, заменив румынского легионера Константина Шумахера. В турнире дублёров сыграл за Волынь 33 матча, забил 1 гол.
В 2009 году, играя за ЦСКА, получил травму, из-за которой оставался вне футбола целый год. После выздоровления агент игрока предложил ему попробовать свои силы в чемпионатае Финландии. Сергей согласился, прошёл сборы и в результате подписал контракт с командой Вейккауслиги «Яро». В клубе Алексея Ерёменко Шпак суммарно во всех турнирах сыграл 8 матчей и ещё по ходу сезона перешёл в команду низшего дивизиона «КПВ».